# Přírodní park Lysicko
Přírodní park Lysicko je chráněná přírodní oblast v Jihomoravském kraji s rozlohou 40,09 km². Rozkládá se v západním a jihozápadním okolí městyse Lysice. Na západě navazuje na přírodní park Svratecká hornatina, na severu se dotýká hranice přírodního parku Halasovo Kunštátsko.

## Historie
Přírodní park byl vyhlášen na popud obyvatel lokality, kteří se nechali inspirovat vyhlášením sousedících přírodních parků, okresním úřadem v Blansku roku 1994 na rozloze 40,2 km².
Oblast se nachází na katastrech obcí Lysice, Lhota u Lysic, Kunice, Drnovice, Žerůtky, Štěchov, Lačnov, Kunčina Ves, Kozárov, Bedřichov, Býkovice, Žernovník, Brťov-Jeneč, Dlouhá Lhota, Zhoř a Rašov.

## Příroda
Území zasahuje 3. dubobukové, 4. bukové a 5. jedlobukové vegetační pásmo, z teplejších poloh Boskovické brázdy sem zasahují biotopy teplomilných rostlin.
Na území přírodního parku Lysicko se nachází přírodní památky Lysická obora a Žižkův stůl.

## Památky
Z kulturních památek na území přírodního parku stojí zámek Lysice, zřícenina hradu Rychvald a Porčův mlýn, těsně za hranicí stojí uprostřed obce zámek Drnovice.
Výhled na okolní krajinu je možný z rozhledny Babylon stojící na nejvyšším vrcholu přírodního parku, jižní část lze pozorovat z rozhledny Žernovník stojící těsně za hranicí území.

## Geomorfologie
Geomorfologicky oblast náleží do Českomoravské vrchoviny, konkrétně okrsky Žernovická hrásť, Štěchovské rozsochy a Sýkořská hornatina. Východní část se svažuje do Boskovické brázdy.
Nejvyšším bodem je kopec Babylon mezi Kunčinou Vsí a Kozárovem s výškou 657 m n. m.

## Geologie
Podloží je tvořeno permskými pískovci oblasti Žernovické hrásti, pro okrsky Štěchovské rozsochy a Sýkořská hornatina jsou typické ruly, svory a fylity v pruzích krustalických vápenců.

## Fotogalerie

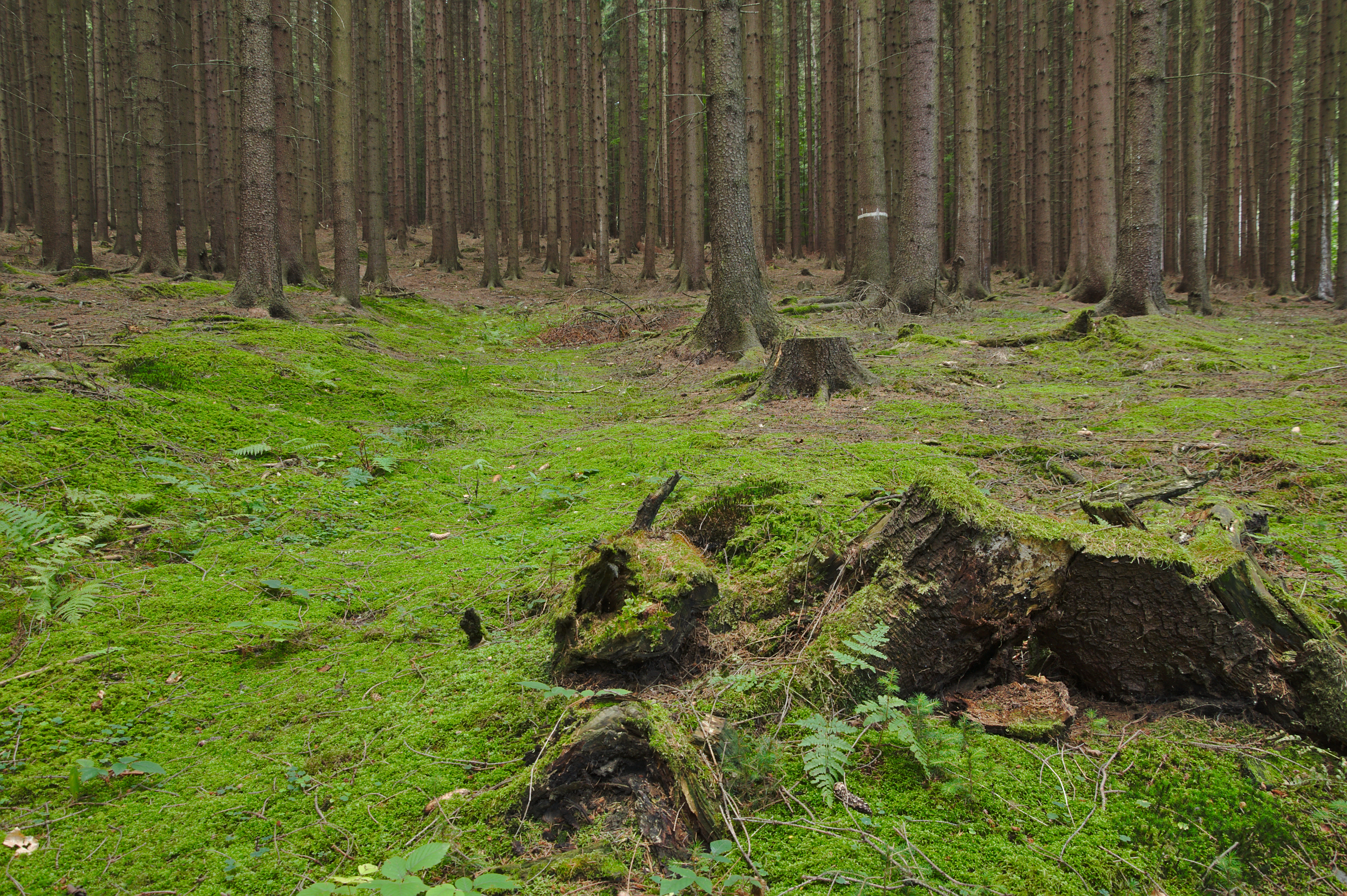
Přírodní památka Žižkův stůl
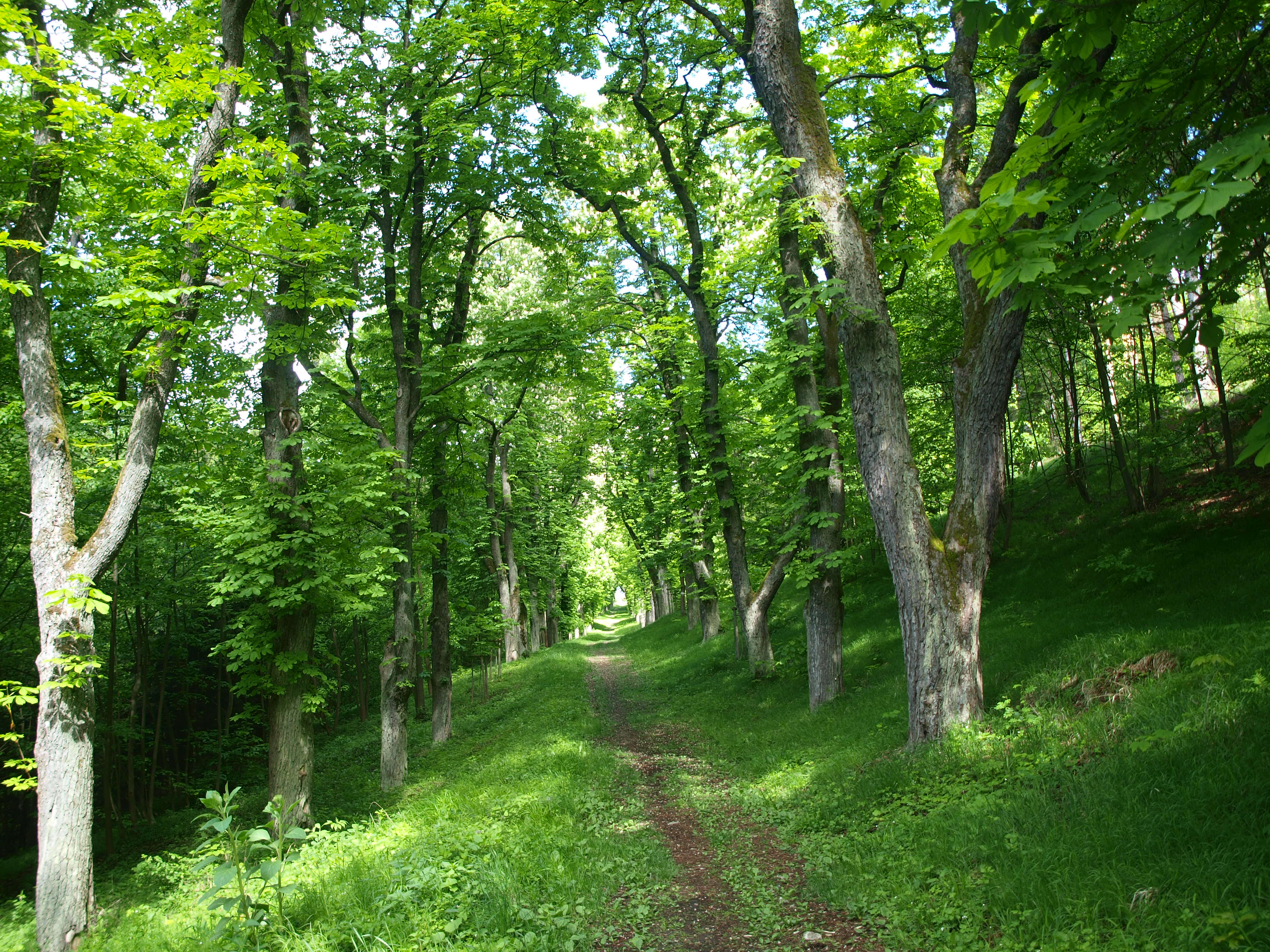
Přírodní památka Lysická obora
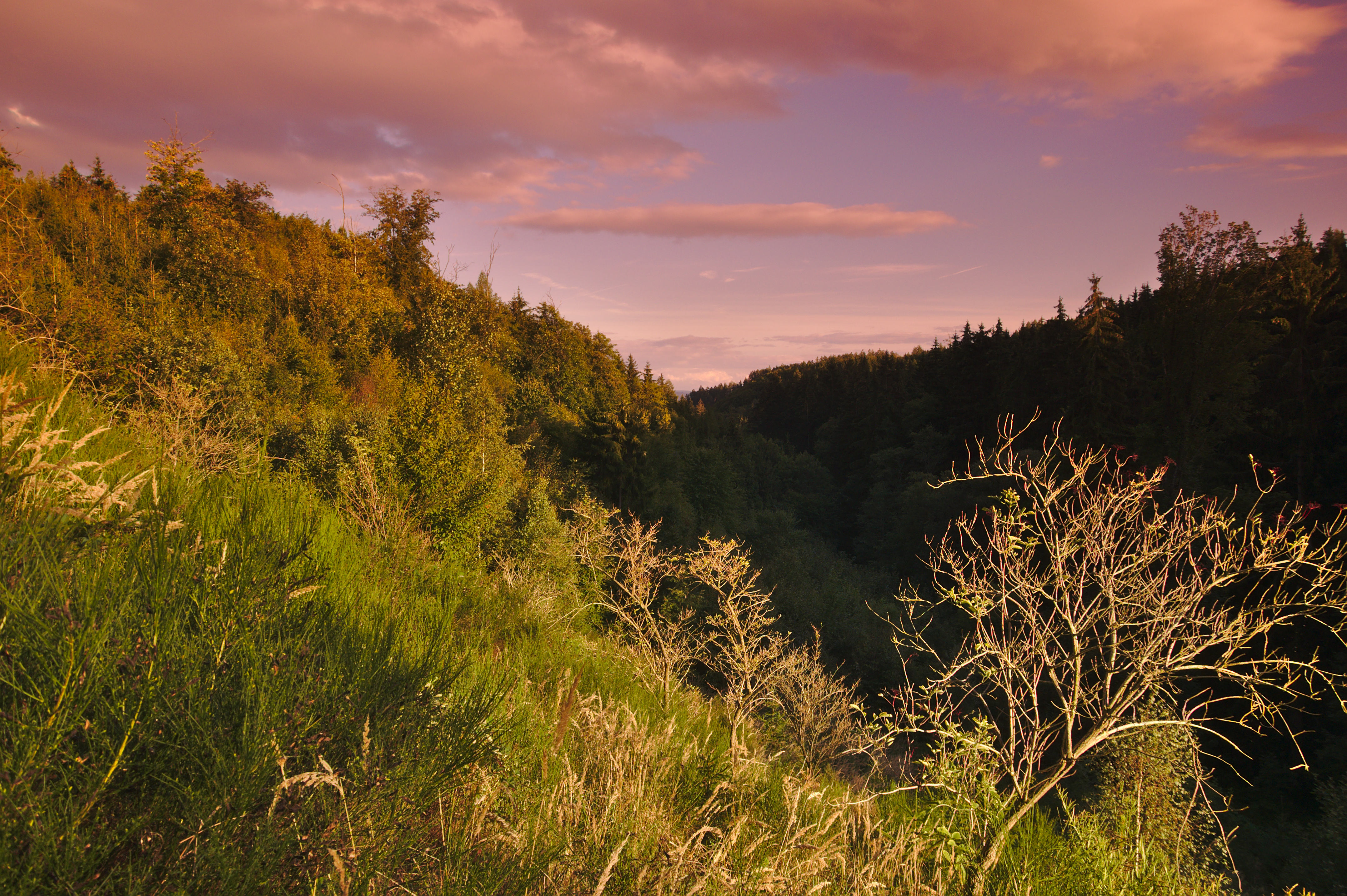
Les v údolí potoka Lhotka
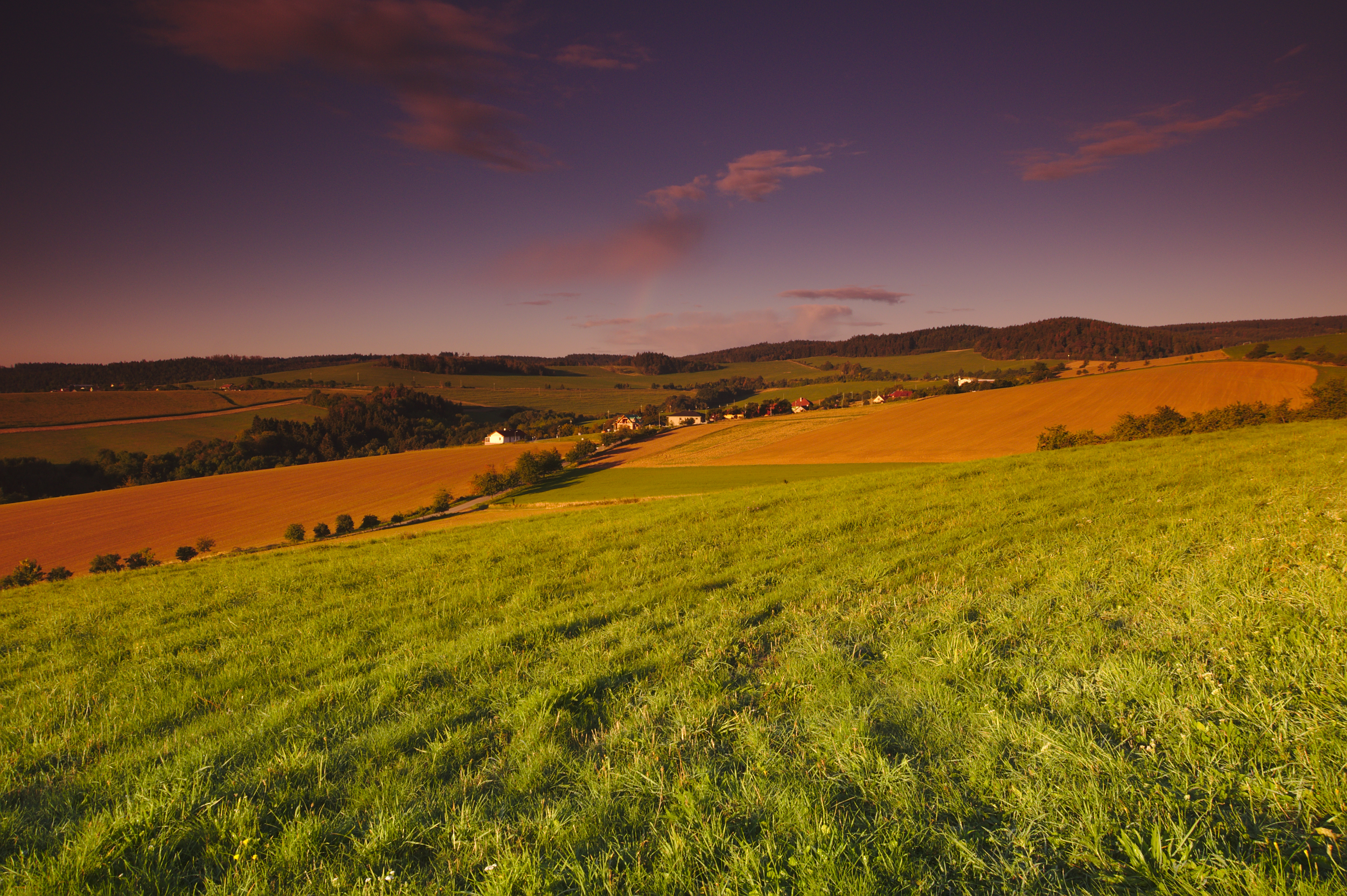
Pohled na obec Kunice
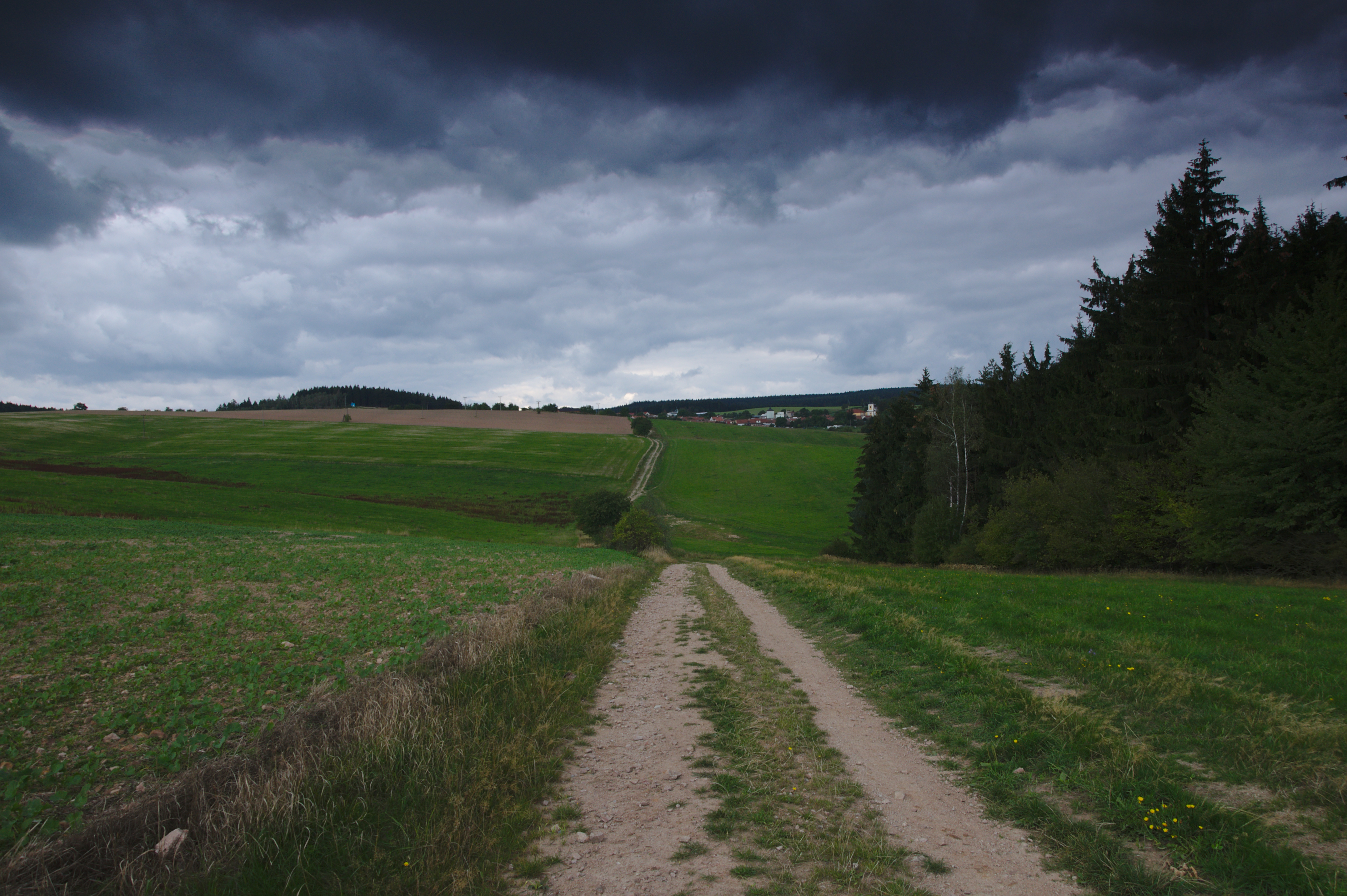
Pohled na Bedřichov
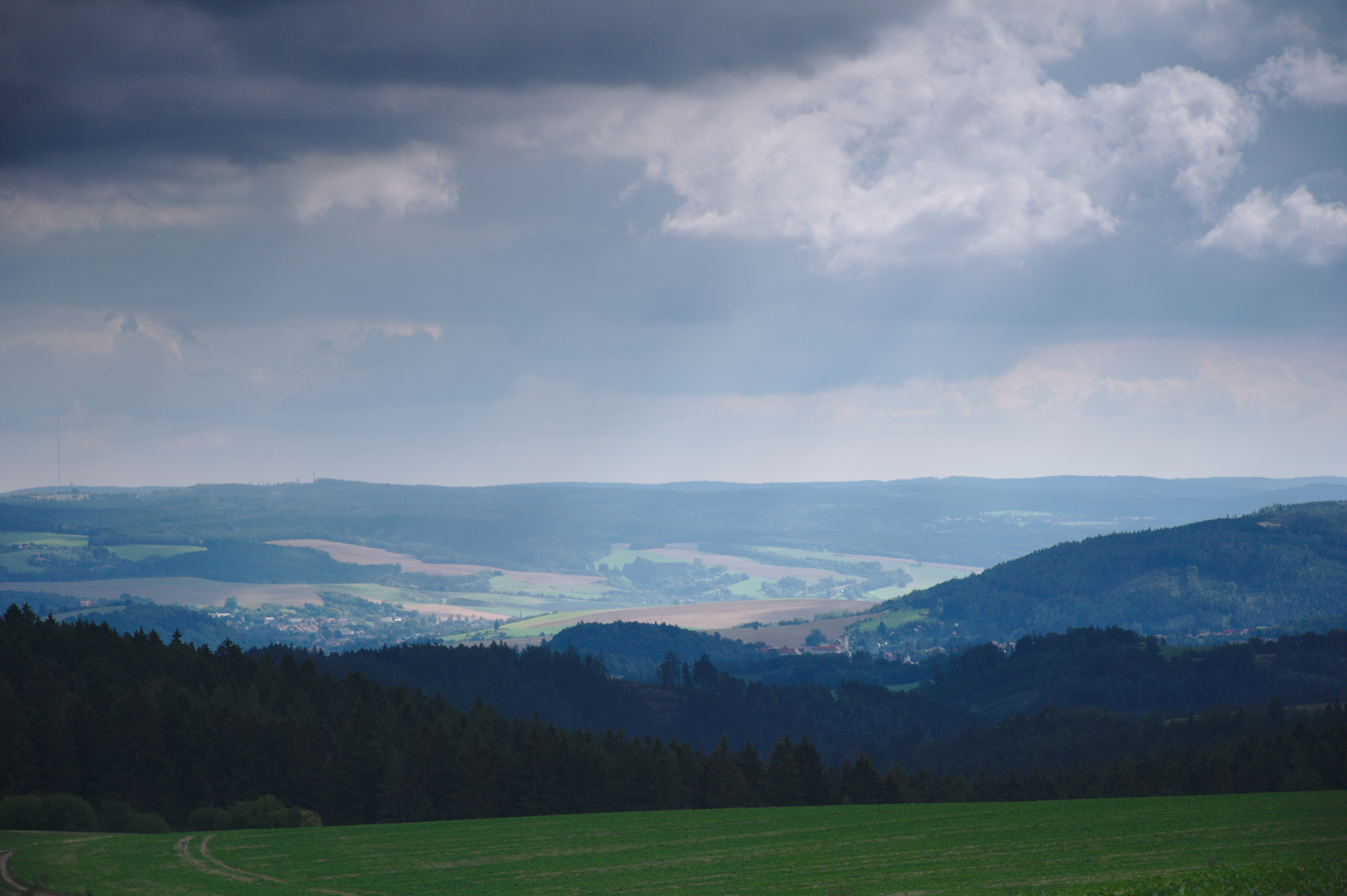
Výhled od Kunčiny Vsi na východ